# Воровское (Тверская область)
Воро́вское — деревня в Осташковском районе Тверской области. До 2017 г. входила в состав Свапущенского сельского поселения.

## География
Расположено на восточном берегу озера Стерж. Расстояния до Свапуще 12 км, до Осташкова — 64 км.

## История
Впервые упоминается в 1859 году, как деревня Князево Петропавловского прихода Залесской волости, она состояла из 4-х дворов в которых проживало 27 помещичьих крестьян. В 1889 году деревня состояла из 6-и дворов, в ней проживало 33 человека. В 1923 году деревня Князево была переименована в Воровское, в память об убитом советском дипломате В. В. Воровском. После Великой Отечественной войны в деревне проживало 12 человек; а по переписи 1989 г. числилось только трое жителей в трех хозяйствах. К 1998 г. население полностью покинуло деревню. По переписи 2002 г. был зарегистрирован 1 постоянно живущий дачник. По данным на 2008 г. деревня состояла из 5 домов, в том числе один использовался как база отдыха Дорожного управления Маревского района Новгородской области.

## Население
| 2008 | 2010 |
| ---- | ---- |
| 1    | →1   |